# Портнягин, Павел Константинович
Павел Константинович Портнягин (1903, Владивосток, Российская империя — 1977, Самарканд, Узбекская ССР) — католический священник византийского обряда, клирик Апостольского экзархата Харбина, педагог, деятель Русского Зарубежья и Русского Апостолата, востоковед, редактор и издатель журнала Католический вестник Русской епархии византийско-славянского обряда в Маньчжурии, переводчик, узник ГУЛАГа.

## Биография
Родился в 1903 году во Владивостоке, в 1921 году поступил в Политехнический институт во Владивостоке, в 1923 году переехал в Ургу.
В 1927 году — 1928 году участвовал в Миссии западных буддистов в Лхасу, Тибет в составе Центрально-Азиатской экспедиции под руководством Николая Константиновича Рериха. Вел Дневник экспедиции.
С 1930 года — в Харбине, принял католичество.
В 1932 году направлен на учебу в Рим в Папский Григорианский университет, проживал в Руссикуме, переведен на Греко-католический богословский факультет Прешовского университета в Чехословакию.
В 1937 году рукоположен в сан священника, вернулся в Апостольский экзархат Харбина, где преподавал закон Божий, русский язык, литературу и философию, в том числе диалектический материализм в учебных заведениях: Лицей Святого Николая (Харбин), Колледж при Конвенте сестёр-урсулинок в Харбине, Школа при Конвенте Сестер Францисканок-Миссионерок Пресвятой Девы Марии в Харбине.
в 1930 году — 1932 году и в 1938 году — 1939 году — редактор журнала Экзархата Католический вестник Русской епархии византийско-славянского обряда в Маньчжурии, в 1939 году подготовил к публикации книгу «Мысли Св. Терезии Малой».
В 1948 году арестован китайскими властями, выдан в СССР, 28 сентября 1949 года ОСО при МГБ СССР осужден по статье 58, п. 4, 11 на 25 лет ГУЛАГа, освобожден в ноябре 1956 года, проживал в Самарканде Узбекская ССР по адресу: ул. Заовражная, тупик 1, дом 16. Оставил священство, заключил брак с П. П. Малышевой. Работал переводчиком в Институте каракулеводства, владел языками: английским, немецким, французским, польским, чешским, словацким и китайским, брал частные переводы.
14 октября 1960 года — Постановлением Военного трибунала Забайкальского военного округа — реабилитирован.
В 1977 году скончался в Самарканде, похоронен на Братском кладбище.

## Публикации
- Мысли Св. Терезии Малой. Харбин: Католический вестник, 1939. 76 с.
- Современный Тибет: Миссия Николая Рериха: Экспедиционный дневник П. К. Портнягина (1927—1928) // Армеварта, № 2, 1998. с. 11 — 116, ил.